# Костриця очеретяна
{{#ifeq:0|0|{{#if:|{{#if:Festucaarundinacea|[[]}}|}}}}
Костриця очеретяна (Festuca arundinacea Schreb.) — вид рослин з роду костриця (Festuca) родини тонконогових (Festucaceae).

## Загальна біоморфологічна характеристика

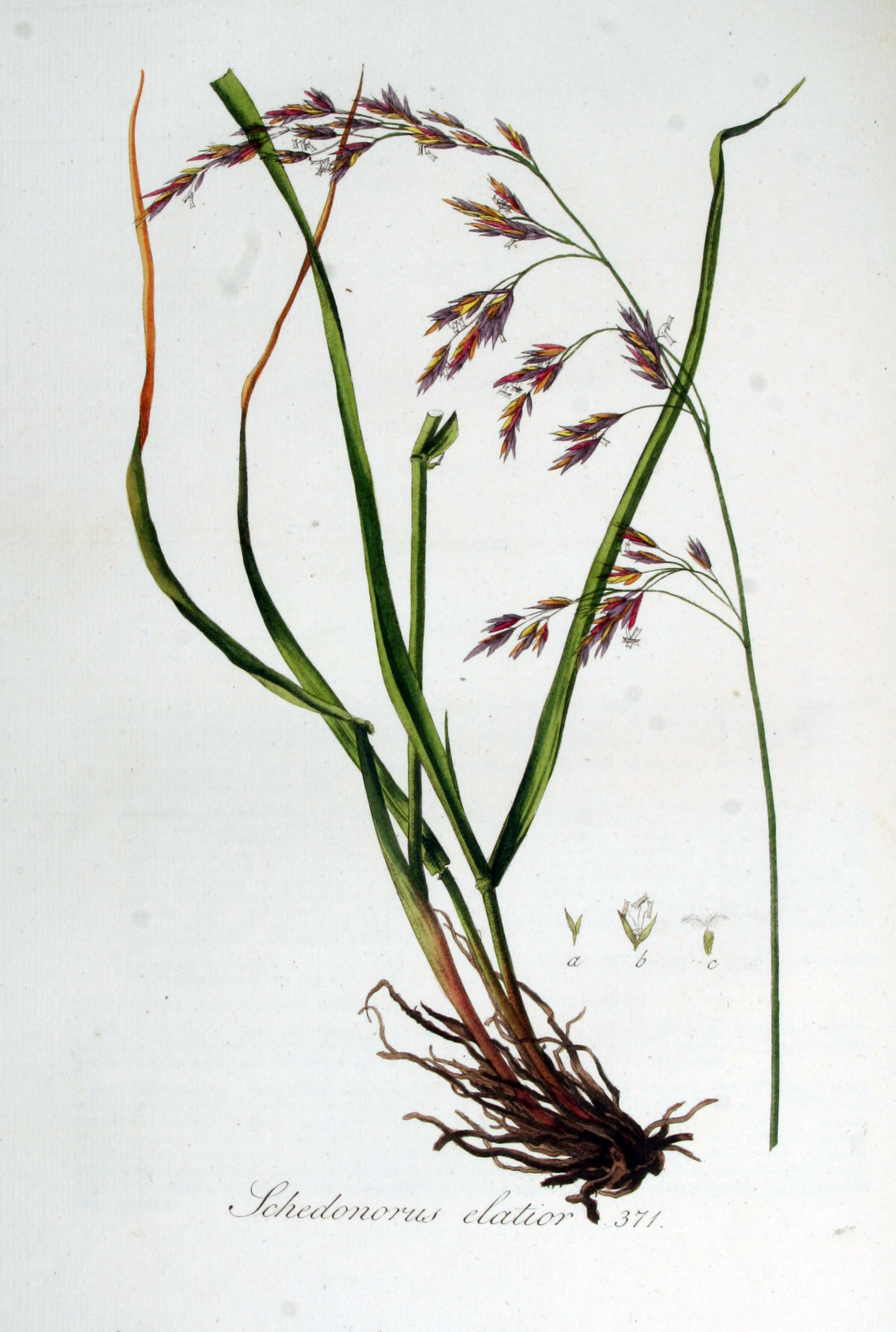
Ілюстрація костриці очеретяної у книзі Яна Копса «Flora Batava», Volume 5 (1828)

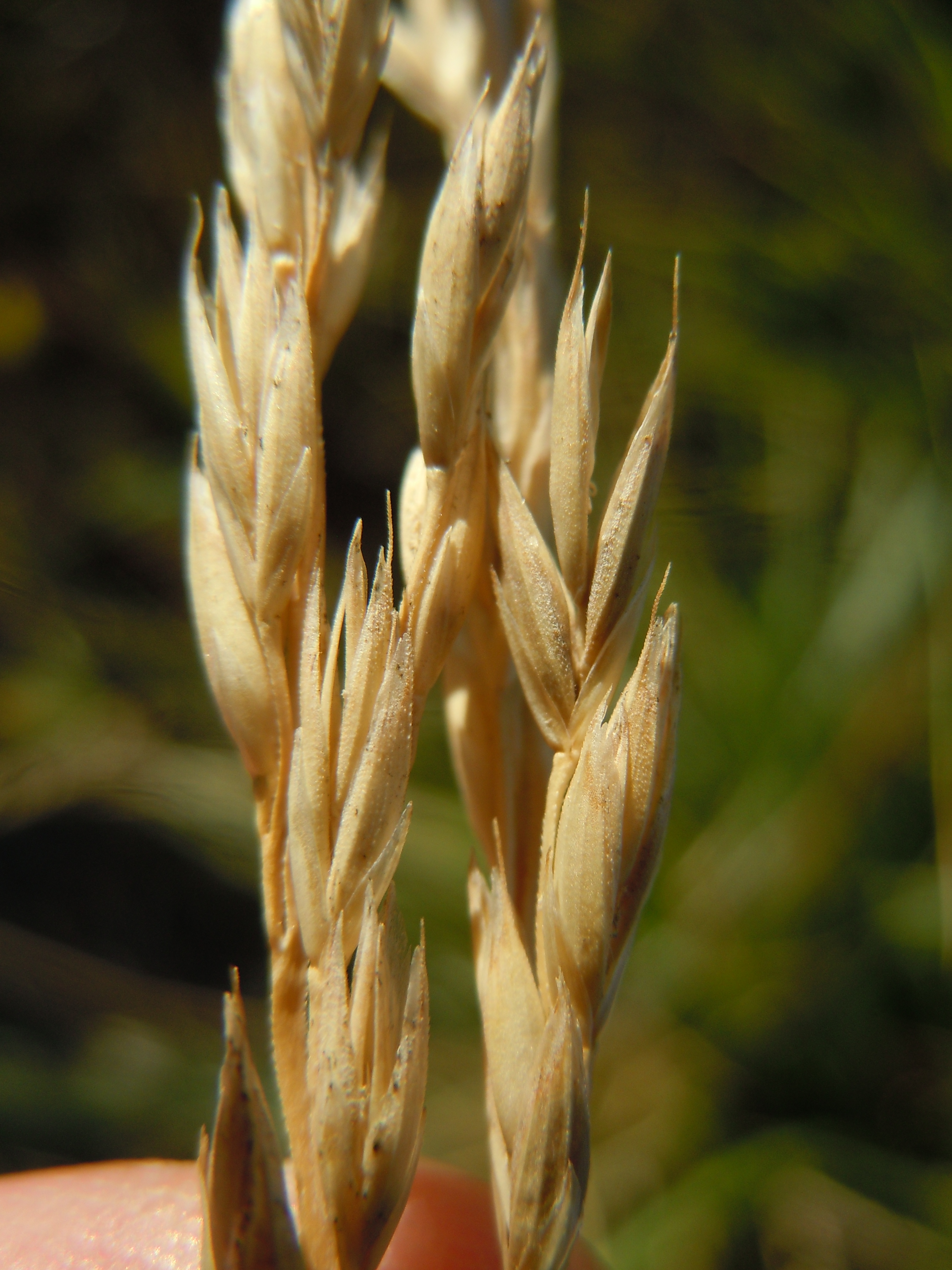
Колос костриці очеретяної

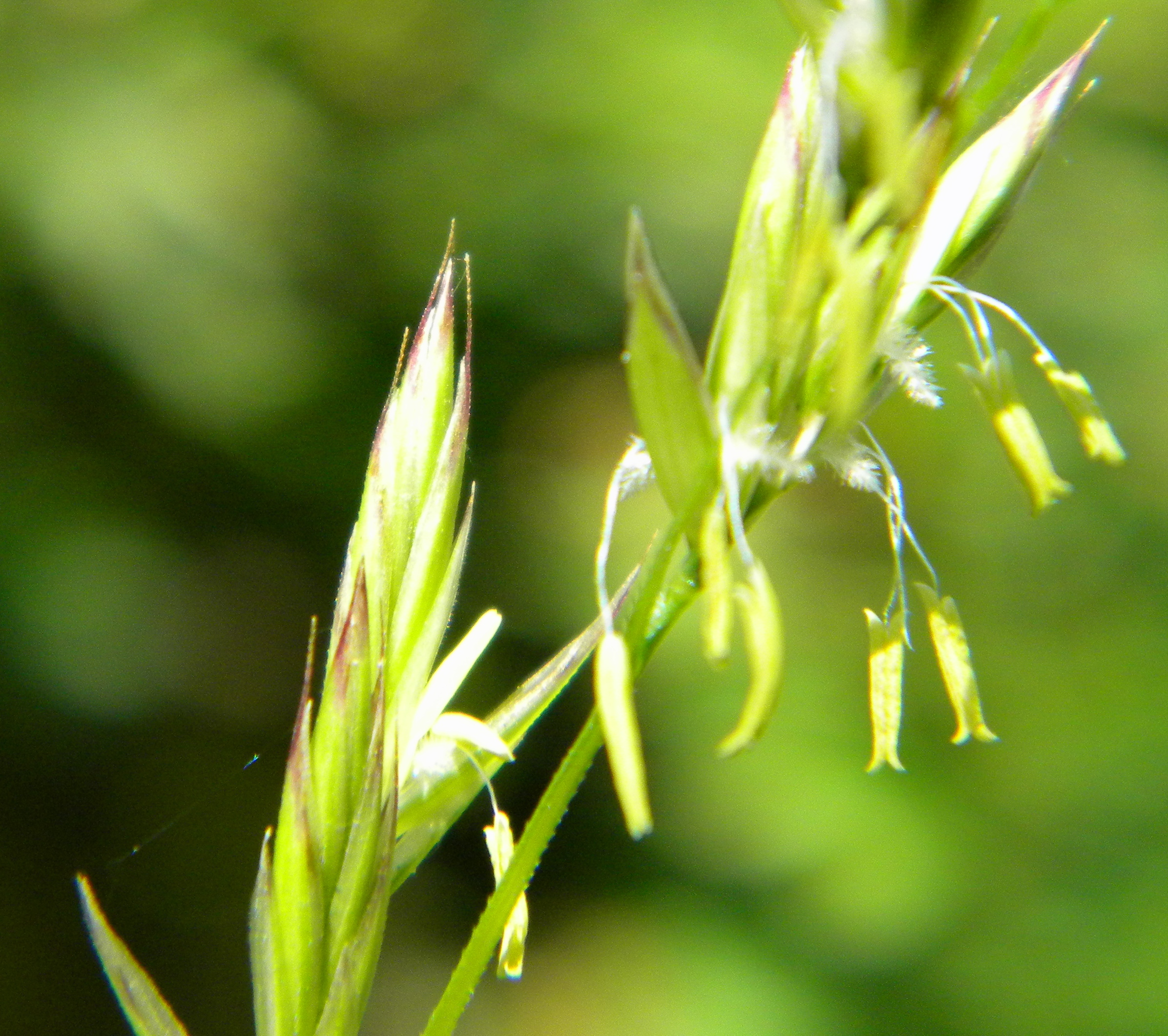
Квітки костриці очеретяної

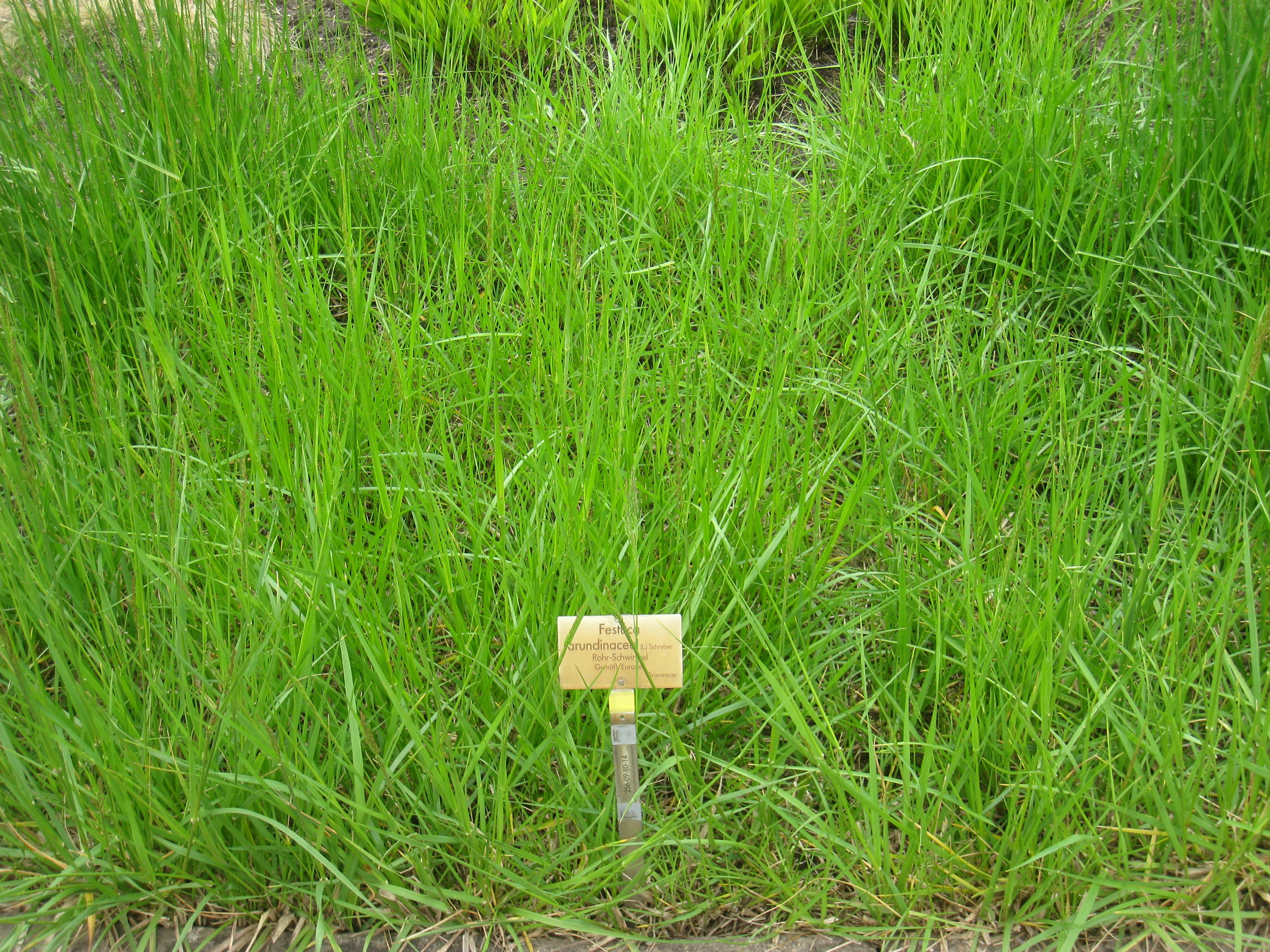
Костриця очеретяна в Берлінському ботанічному саду, Німеччина

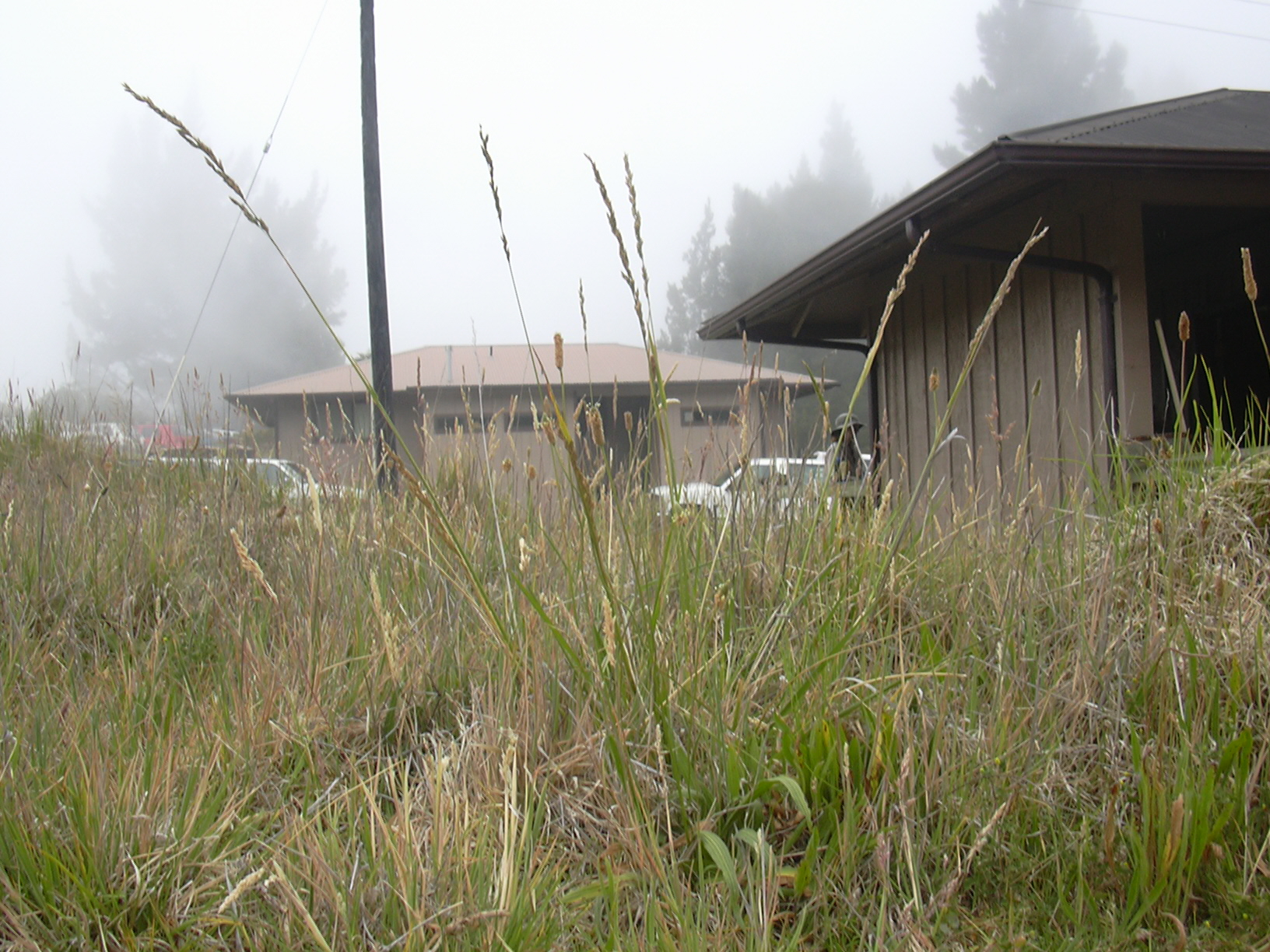
Костриця очеретяна на острові Мауї, Гаваї, США, Національний парк Халеакала

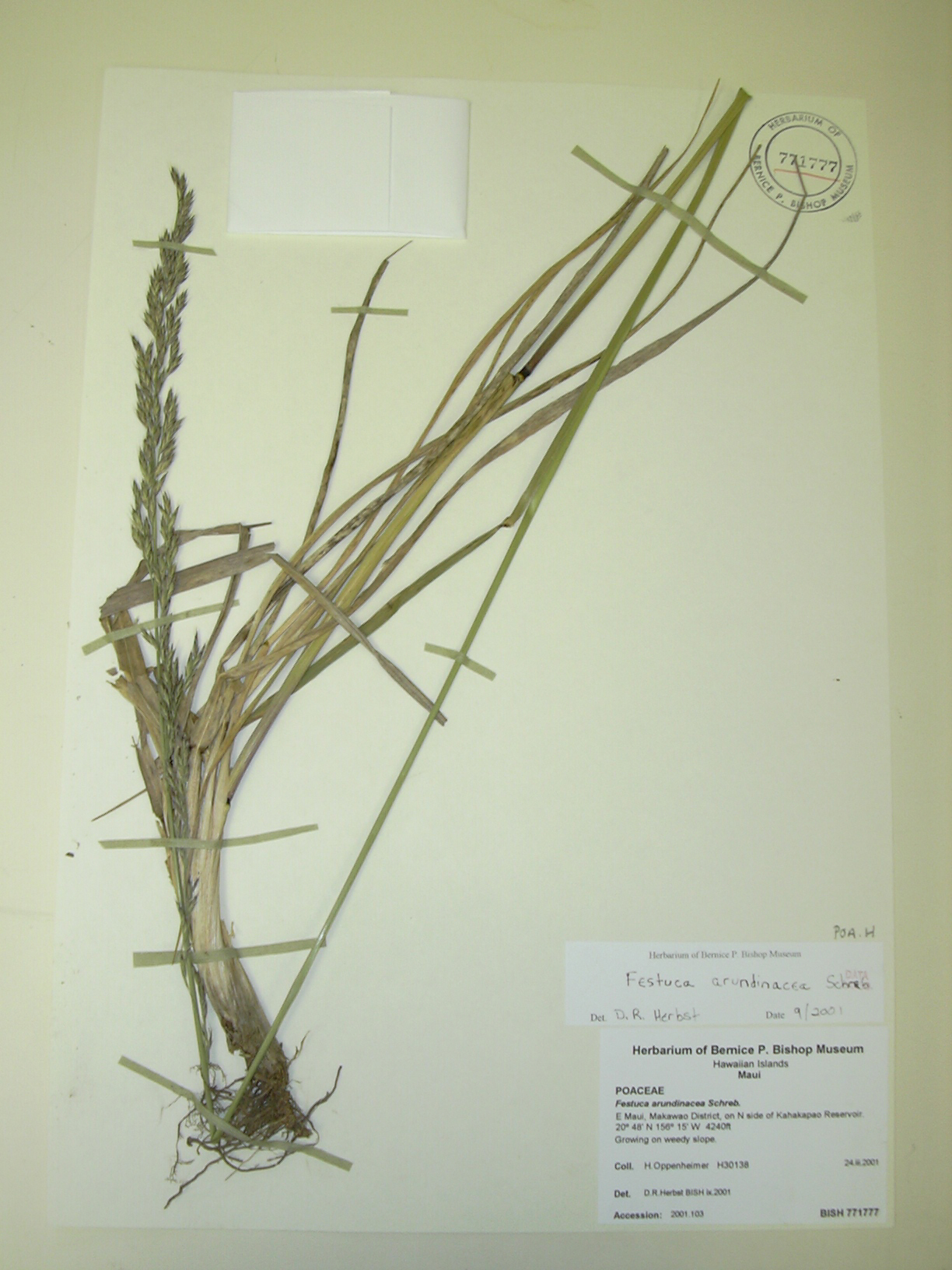
Гербарний зразок костриці очеретяної з острова Мауї, Гаваї, США

Однодомна рослина. Верховий рихлокустовий багаторічний злак. Коренева система мичкувата, іноді з короткими кореневищами, добре розвинена в орному шарі ґрунту. Пагони позапіхвові, піхви майже дощенту розщеплені. Стебла прямі, іноді нахилені, міцні, потовщені, голі, світло-зелені, рідше антоціанові, 100–160 см заввишки. Листя широколінійні, великі, порівняно жорсткі, шорсткі. Суцвіття — велика (18-24 см) розгалужена, іноді одногрива волоть. Зав'язь гола. Колоскові луски шкірясті, подібні за консистенцією з нижніми квітковими лусками. Останні без кіля, остисті. Плід — зернівка, подовжена, жолобчаста, сірувато-жовтувата. Маса 1000 насінин 2,2-2,4 г. Рослина озимого типу розвитку. Плодоносить з 2-го року розвитку. Цвітіння — червень, дозрівання — липень-серпень. Вітрозапилюваний перехресник.
Відрізняється від костриці лучної (Festuca pratensis Huds.) вищим ростом.
Число хромосом — 2n = 28, 42, 70.

## Поширення

### Природнийареал
- Африка
  - Північна Африка: Алжир; Лівія; Марокко; Туніс
- Азія
  - Західна Азія: Афганістан; Кіпр; Іран; Ірак; Ізраїль; Йорданія; Ліван; Сирія; Туреччина
  - Кавказ: Вірменія; Азербайджан; Грузія; Російська Федерація — Передкавказзя, Дагестан
  - Сибір: Західний Сибір
  - Середня Азія: Казахстан; Киргизстан; Таджикистан; Туркменістан; Узбекистан
  - Індійський субконтинент: Пакистан — Белуджистан
- Європа
  - Північна Європа: Данія; Фінляндія; Ірландія; Норвегія; Швеція; Велика Британія
  - Середня Європа: Австрія; Бельгія; Чехія; Німеччина; Угорщина; Нідерланди; Польща; Словаччина; Швейцарія
  - Східна Європа: Білорусь; Естонія; Латвія; Литва; Молдова; Російська Федерація — європейська частина; Україна (вкл. Крим)
  - Південно-Східна Європа: Албанія; Болгарія; Хорватія; Греція; Італія (вкл. Сардинія, Сицилія); Румунія; Сербія; Словенія
  - Південно-Західна Європа: Франція (вкл. Корсика); Португалія; Іспанія (вкл. Балеарські острови)

### Натуралізація
- Африка
  - Макаронезія: Португалія — Азорські острови; Іспанія — Канарські острови
  - Південна Африка: Південно-Африканська Республіка — Східна Капська провінція, Вільна держава, Західна Капська провінція
- Азія
  - Китай
  - Східна Азія: Тайвань
- Австралія
  - Австралія
  - Нова Зеландія
- Північна Америка
- Канада
- Сполучені Штати Америки
- Тихий океан
  - Північно-центральна частина Тихого океану: Сполучені Штати — Гаваї
- Південна Америка
  - Мезоамерика: Коста-Рика; Гватемала
  - Бразилія: Ріо-Гранде-ду-Сул, Санта-Катаріна
  - Еквадор
  - Аргентина; Чилі; Уругвай

### Культивування
- Азія
  - Китай
  - Індійський субконтинент: Бутан
- Північна Америка
- Сполучені Штати Америки
- Південна Америка
  - Аргентина

Описаний з Німеччини (околиці Лейпцига) 1771 року. У культурі відомий з початку XX століття. У колишньому СРСР обробляється в 72 територіальних утвореннях (відповідно до сортового районування) на порівняно невеликих площах в лісовій, лісостеповій, гірській зонах і за їх межами. Районовано 10 селекційних сортів для пасовищного і сінокісного використання.

## Екологія
Мезофіт. Росте на солонцюватих луках, по берегах струмків та річок, на вапнякових і крейдяних відслоненнях. Навесні добре витримує перезволоження і затоплення талими водами до 2,0-3,0 місяців. Зимо- і морозостійкий. Стійкий до весняних і осінніх заморозків, але недостатньо стійка проти літніх посух. Успішно росте на основних типах ґрунтів лісової та лісостепової зон, включаючи зволожені легкі і окультурені торф'яні і перегнійно-глейові ґрунти. Добре росте на суглинкових ґрунтах. У травостої тримається 8 і більше років.

## Господарське значення
Костриця очеретяна має велике значення як один з основних компонентів травосумішей (з конюшиною червоною і люцерною посівною), що використовують для поліпшення природних угідь та організації сінокосів і пасовищ короткострокового і довгострокового використання. Як самостійна культура використовується в основному на насіння. Відростає в другій половині квітня, придатна для пасіння на початку — для укосу — наприкінці травня. По живильній цінності мало відрізняється від тимофіївки і костриці червоної. Використовується в основному на сіно, сінаж, силос. На пасовищі поїдається погано усіма домашніми тваринами через жорсткі листя і вміст алкалоїдів. Покращує структуру і родючість ґрунту. Застосовується для закріплення еродованих земель. Формує врожай зеленої маси за 2 укоси — 200–380 ц / га, сіна — 54-92 ц / га. Середній урожай насіння — 2,5-5,0 ц / га, а у кращих випадках — до 8,0-10,0 ц / га. Цінною біологічною особливістю є здатність відростати до пізньої осені, тому використовується для осіннього випасання худоби. Витримує багаторазове скошування та випасання.
Підживлення фосфатними і калійними добривами зменшує вміст алкалоїдів. Натомність азотні його підвищують. На сіно потрібно скосити перед цвітінням, інакше кормова цінність рослини зменшується.
Придатна для залуження надмірно зволожених лук, свіжомеліорованих торфовищ.

## Систематика
Деякі джерела розглядають Festuca arundinacea Schreb. як синонім Schedonorus arundinaceus (Schreb.) Dumort.